# Hillsdale (Oklahoma)
Hillsdale és un poble dels Estats Units a l'estat d'Oklahoma. Segons el cens del 2000 tenia 101 habitants.

## Demografia
Segons el cens del 2000, Hillsdale tenia 101 habitants, 36 habitatges, i 29 famílies. La densitat de població era de 108,3 habitants per km².
Dels 36 habitatges en un 33,3% hi vivien nens de menys de 18 anys, en un 69,4% hi vivien parelles casades, en un 2,8% dones solteres, i en un 19,4% no eren unitats familiars. En el 19,4% dels habitatges hi vivien persones soles el 8,3% de les quals corresponia a persones de 65 anys o més que vivien soles. El nombre mitjà de persones vivint en cada habitatge era de 2,81 i el nombre mitjà de persones que vivien en cada família era de 3,17.
Per edats la població es repartia de la següent manera: un 30,7% tenia menys de 18 anys, un 5,9% entre 18 i 24, un 27,7% entre 25 i 44, un 24,8% de 45 a 60 i un 10,9% 65 anys o més.
L'edat mediana era de 36 anys. Per cada 100 dones de 18 o més anys hi havia 105,9 homes.
La renda mediana per habitatge era de 29.028 $ i la renda mediana per família de 29.286 $. Els homes tenien una renda mediana de 27.813 $ mentre que les dones 21.250 $. La renda per capita de la població era d'11.478 $. Entorn del 14,3% de les famílies i el 16% de la població estaven per davall del llindar de pobresa.

## Poblacions properes
El següent diagrama mostra les poblacions més properes.